# 유민 (양성후)
유민(劉閔, ? ~ ?)은 전한 말기의 제후로, 노안왕의 후손이다.

## 생애
아버지 유원의 뒤를 이어 양성후(良成侯)에 봉해졌으나, 전한이 멸망하여 작위가 박탈되었다.

## 출전
- 반고, 《한서》 권15하 왕자후표 下

| 선대 아버지 양성대후 유원 | 전한의 양성후 ? ~ 8년 | 후대 (전한 멸망) |